# Robert Stigwood
Robert Colin Stigwood (ur. 16 kwietnia 1934 w Adelaide; zm. 4 stycznia 2016 w Londynie) – był australijskim producentem filmowym i muzycznym oraz impresariem. Działał na rynku brytyjskim. W 1973 roku założył wydawnictwo muzyczne RSO Records, które wydawało albumy między innymi: Cream, Bee Gees i Erica Claptona. Znany z produkcji teatralnych: Hair i Jesus Christ Superstar oraz filmowych: Gorączka sobotniej nocy i Grease.

## Życiorys i kariera zawodowa

### Australia
Robert Stigwood urodził się 16 kwietnia 1934 roku w Adelaide (w Południowej Australii) jako syn Roberta, inżyniera elektrycznego i Gwendolyn (z domu Burrows). Kształcił się w rodzinnym mieście, w Sacred Heart College. Pracował jako autor tekstów reklamowych w agencji reklamowej, po czym w wieku 21 lat wyjechał do Wielkiej Brytanii.

### Wielka Brytania

#### Lata 60.
Po przyjeździe Stigwood dostał pracę w instytucji dla chłopców we Wschodniej Anglii. Niezadowolony z niej postanowił otworzyć agencję teatralną, która w 1960 roku podpisała kontrakt z młodym aktorem, Johnem Leytonem. W jego promocji pomógł mu nowo pozyskany współpracownik, producent muzyczny Joe Meek. Leyton został obsadzony jako piosenkarz w serialu telewizyjnym Harpers West One, a piosenka, którą zaśpiewał w serialu, „Johnny Remember Me”, wyprodukowana przez Meeka, osiągnęła w sierpniu 1961 roku szczyty list przebojów w Wielkiej Brytanii. Dzięki temu sukcesowi Stigwood i Meek stali się znani jako pierwsi niezależni producenci płytowi na rynku brytyjskim, a Stigwood został osobistym menedżerem Leytona. Później, gdy Leyton wybrał karierę aktorską, Stigwood kontynuował współpracę z innymi piosenkarzami jako ich agent i promotor.
W 1966 roku Stigwood został  agentem reklamowym zespołu The Who, który nagrał singiel „Substitute” w jego wytwórni Reaction Records. Wykorzystując swoje doświadczenie tuż potem wypromował nowy zespół rockowy, Cream, w skład którego weszli: Jack Bruce, Ginger Baker oraz Eric Clapton.
W 1967 roku Stigwood został współpracownikiem menadżera The Beatles, Briana Epsteina w jego firmie North End Music Stores (NEMS). Dostał od niego demo zespołu Bee Gees, z którym następnie podpisał pięcioletni kontrakt nagraniowy. Zespół wkrótce nagrał przebojowe single: „New York Mining Disaster 1941” i „To Love Somebody”. Po śmierci Epsteina w 1967 roku Stigwood założył własną firmę – Robert Stigwood Organisation (RSO), która rozszerzyła swoją działalność na teatr muzyczny, a w późniejszym okresie również na produkcję filmową.
Gdy w 1968 roku zespół Cream rozpadł się, Stigwoodowi udało się przekonać Claptona do utworzenia supergrupy Blind Faith, a później pokierować jego solową karierą. W tym samym roku zajął się również do produkcją teatralną sprowadzając z Broadwayu do Londynu rockowy musical Hair.

#### Lata 70.
Na początku lat 70. sława Bee Gees przygasła, natomiast Clapton zaczął nadużywać narkotyków. Stigwood zajął się pracą filmową, produkując w 1973 roku filmową wersję musicalu Andrew Lloyda Webbera i Tima Rice’a Jesus Christ Superstar. W tym samym roku założył też wydawnictwo muzyczne RSO Records (skrót od Robert Stigwood Organisation), do którego pozyskał Claptona i Bee Gees. Udało mu się ożywić kariery obu artystów. Clapton porzucił narkotyki i nagrał album 461 Ocean Boulevard, który w 1974 roku wraz z singlem „I Shot the Sheriff” znalazł się na szczycie list przebojów. Bee Gees, który stał się z kolei zespołem artystów w stylu disco, śpiewających falsetem, wylansował w 1975 roku hit „Jive Talkin'”. W tym samym roku Stigwood wyprodukował filmową wersję rock-opery Tommy zespołu The Who, obsadzonej głównie przez gwiazdy rocka, w szczególności Claptona, Eltona Johna i Tinę Turner; Rock-opera odniosła sukces komercyjny, a album ze ścieżką dźwiękową z niej znalazł się na szczycie list przebojów.
Jesienią 1977 roku Stigwood wyprodukował film Gorączka sobotniej nocy, w którym gwiazdą był aktor telewizyjny John Travolta. Przekonał Bee Gees do napisania kilku piosenek, a resztę dwupłytowej ścieżki dźwiękowej wypełnił materiałem disco. Trzy piosenki Bee Gees z tego albumu zdobyły pierwsze miejsca na listach przebojów. Album sprzedano w Stanach Zjednoczonych w ponad 10 milionach egzemplarzy, a na świecie – w około 25 milionach. Był to najbardziej udany projekt w karierze Stigwooda.
Latem 1978 roku Stigwood pojawił się na Broadwayu wraz z filmową wersją musicalu Grease, z Travoltą i australijską piosenkarką Olivią Newton-John w rolach głównych. Był to jego kolejny sukces komercyjny. Album ze ścieżką dźwiękową został sprzedany w liczbie 25 milionów egzemplarzy, zdobył kilkakrotnie status Platynowej Płyty, a kilka piosenek z niego zyskało status przeboju, w tym tytułowa, napisana dla filmu przez Barry’ego Gibba, a zaśpiewaną przez Frankiego Valli. Stigwood poszedł za ciosem, realizując w ciągu kilku miesięcy film inspirowany albumem The Beatles Sgt. Pepper’s Lonely Hearts Club Band, w którym wystąpili Peter Frampton i Bee Gees. Również w 1978 roku RSO Records zanotowało bezprecedensowe dziewięć kolejnych singli nr 1 na amerykańskich listach przebojów, zajmujących pierwsze miejsce przez 31 tygodni. Stigwood prowadził luksusowe życie mając do dyspozycji prywatne samoloty, jachty, zamek na Bermudach i penthaus w Central Park West w Nowym Jorku. W tym samym roku przeniósł się na Bermudy (mające status raju podatkowego, gdzie mieszkał przez kolejne 14 lat.

#### Lata 80.
Rok 1980 Stigwood rozpoczął od sporu z zespołem Bee Gees, którego członkowie pozwali go o 200 milionów dolarów, utrzymując, że wyłudził je z tantiem. W rewanżu Stigwood oskarżył zespół o zniesławienie i naruszenie umowy; ostatecznie obie strony zawarły ugodę pozasądową i publicznie pogodziły się.
Kolejne filmy Stigwooda były niepowodzeniem komercyjnym: Times Square (1980), Grease 2 (1982) i Pozostać żywym (1983) (kontynuacja Gorączki sobotniej nocy). W połowie lat 80. wytwórnia RSO Records została zamknięta, a jej katalog wyprzedany. Stigwood skupił się na programach telewizyjnych, znacznie mniej widocznych, niż jego produkcje z lat 70..

#### Lata 90.
W drugiej połowie lat 90. powrócił do produkcji filmowej. W 1996 roku wyprodukował długo oczekiwaną filmową wersję musicalu spółki Andrew Lloyd Webber i Tim Rice, Evita, a w 1999 roku współpracował w wystawieniu scenicznej wersji Gorączki sobotniej nocy.

#### XXI w.
W latach 1992–2004 Stigwood mieszkał w posiadłości Barton Manor Estate na wyspie Wight. Sprzedał ją w 2004 roku po tym, jak został niemal inwalidą wskutek operacji załamanego biodra. Przeniósł się do mniejszej miejscowości na południu Francji. Rzadko pojawiał się publicznie. Pokazał się w 2006 roku podczas ceremonii rozdania nagród Ivor Novello, w trakcie której Barry Gibb określił go jako „człowieka, który wywrócił całą naszą branżę do góry nogami”.
Stigwood nigdy się nie ożenił. Zmarł 4 stycznia 2016 roku. Andrew Lloyd Webber oddał mu hołd na Twitterze, nazywając go „wielkim showmanem, który tak wiele mnie nauczył”.

## Fundusz stypendialny
W 2014 roku Stigwood założył fundusz stypendialny Robert Stigwood Fellowship, który zapewniał wsparcie finansowe i mentoring dobrze zapowiadającym się zespołom z południowej Australii oraz wschodzącym specjalistom z branży muzycznej. Ze wsparcia skorzystali tacy artyści jak: Tkay Maidza, West Thebarton, Electric Fields i Timberwolf.